# Лаино-Кастелло
Лаи́но-Касте́лло (итал. Laino Castello) — коммуна в Италии, располагается в регионе Калабрия, подчиняется административному центру Козенца.
Население составляет 901 человек, плотность населения составляет 23 чел./км². Занимает площадь 39,34 км². Почтовый индекс — 87015. Телефонный код — 0981.
Покровителем населённого пункта считается святой мученик Феодор Тирон. Праздник ежегодно празднуется 9 ноября.
Ближайшие населённые пункты: Морманно, Лаино-Борго, Папазидеро.